# Montbrun (Lot)
Montbrun é uma comuna francesa na região administrativa de Occitânia, no departamento de Lot. Estende-se por uma área de 8,34 km². Em 2010 a comuna tinha 106 habitantes (densidade: 12,7 hab./km²).